# 水沼秀幸
水沼 秀幸（みずぬま ひでゆき、1990年〈平成2年〉6月28日 - ）は、日本の政治家。立憲民主党所属の衆議院議員（1期）。

## 来歴
千葉県船橋市高根台で生まれ育ち、小学6年生のとき地元選出の国会議員である野田佳彦に質問したことを機に政治家への興味を持つ。
私立江戸川学園取手中学校・高等学校卒業後、早稲田大学商学部在学中に、政治サークル早大鵬志会にてインターンの形で野田の事務所の手伝いを行う。大学卒業後は東京海上日動火災保険にて2023年6月まで勤務。
2022年に成立した改正公職選挙法により、野田が地盤とした船橋市は西側が千葉4区、東側が千葉14区と分けられることになった。2023年5月16日、野田は14区から立候補し、残る4区の後継として水沼を指名すると発表した。これを受けて、第50回衆議院議員総選挙に立憲民主党公認で千葉4区から立候補。2024年10月27日の投開票の結果、自民党元職の木村哲也ら4人を破り、当選した。

## 選挙歴
| 当落 | 選挙                   | 執行日         | 年齢 | 選挙区      | 政党       | 得票数  | 得票率 | 定数 | 得票順位 /候補者数 | 政党内比例順位 /政党当選者数 |
| ---- | ---------------------- | -------------- | ---- | ----------- | ---------- | ------- | ------ | ---- | ------------------ | ---------------------------- |
| 当   | 第50回衆議院議員総選挙 | 2024年10月27日 | 34   | 千葉県第4区 | 立憲民主党 | 9万11票 | 43.33% | 1    | 1/5                | /                            |